# Jardin du cinquantenaire
 (janvier 2022).
Le Jardin du cinquantenaire est un espace aménagé situé au bas de la colline de Koulouba à Darsalam dans le district de Bamako au Mali.

## Historique
Le Jardin du cinquantenaire a été inauguré le 13 septembre 2010 par Amadou Toumani Tourué, président de la république du Mali en compagnie de son épouse. Le lieu qui abrite l'actuel jardin était un site d'accueil des ordures ménagères. L'espace ainsi aménagé et mis à disposition du public est créé pour marquer les 50 ans d'indépendance du Mali. Hassimiyou Ly, l'architecte de l'ouvrage est mort bien avant la fin des travaux de construction. Le jardin est réalisé par Baiko Mali Sarl une entreprise Nord-coréenne,.

## Géographie

### Localisation
Le Jardin du cinquantenaire est localisé au bas de la colline de Koulouba à Darsalam dans le district de Bamako au Mali.